# San Martino a Gangalandi
San Martino a Gangalandi è una località del comune di Lastra a Signa in provincia di Firenze. Nel passato è stato possedimento dei conti di Gangalandi e nucleo originario dell'antico comune di Gangalandi. Amministrativamente ricade nella frazione di Ponte a Signa.

## Geografia fisica
La frazione, sorta sul poggio di Gangalandi, è attraversata dai torrenti Fontepatri e Rimaggio, che segna il confine con la frazione di Calcinaia. Entrambi i torrenti sfociano nell'Arno nella frazione di Ponte a Signa.

## Storia
La prima citazione del borgo lo inserisce tra le terre dei Cadolingi di Fucecchio. Sviluppatosi intorno alla pieve di San Martino a Gangalandi, prese il nome dalla zona chiamata "Gangland", dal tedesco "terra o paese di passaggio", col cui toponimo si definivano tutta l'area compresa tra il Rimaggio e la Gonfolina.
Nell'XI secolo vi si trovava il castello di Monte Orlando dominio della famiglia pisana degli Orlandi prima e dei Gangalandi poi. Il castello difendeva la via commerciale sul fiume Arno, grazie alla sua buona posizione strategica, ma venne distrutto nel 1107 in seguito all'espansione di Firenze.
La prima citazione documentaria della pieve risale al 1108: in essa il nobile Bernardo Adimari donava al proposto di San Martino un terreno le cui entrate consentivano il mantenimento della chiesa, già sede di un collegio di canonici. Ciò fa supporre che la chiesa sia più antica e risalga ai secoli precedenti, forse ad epoca carolingia, come testimoniano l'intitolazione a San Martino di Tours, e il patronato della famiglia Adimari, di origine franca. 
Nello stesso anno la famiglia Adimari donò alcuni possedimenti sul territorio a Firenze.
Successivamente ai Cadolingi il controllo della zona passò alla famiglia ghibellina dei Gangalandi, la quale era legata agli ormai estinti conti Cadolingi. I Gangalandi vennero insigniti, dal margravio di Toscana, del titolo di cavaliere, secondo la leggenda di Ugo II di Tuscia. Nel 1260, in seguito alla vittoria dei ghibellini nella battaglia di Montaperti, si hanno documentazioni del comune di Gangalandi. 
La pieve di San Martino veniva soprannominata dal popolo di Gangalandi "San Martinone". Nonostante fino al primo Novecento quella che al tempo era la chiesa di San Martino fosse giurisdizionalmente suffraganea della vicina pieve di San Giovanni Battista a Signa, la posizione di San Martino sulla strada principale verso Pisa, che di fatto tagliava fuori Signa, le permise di essere il punto di riferimento religioso per i popoli di questa zona dell'Oltrarno. Ottenne infatti un'importanza pari alla pieve di Signa dal punto di vista religioso, anche se sulla carta restava comunque sottoposta, se non superando la pieve stessa per quanto riguarda la ricchezza della parrocchia per le decime raccolte e i commerci del suo popolo. Nacque così una forte rivalità tra il pieviere di Signa e il sacerdote di San Martino. Nei secoli tali attriti non furono placati, con San Martino che reclamava anch'essa, facendo leva sulla propria grandezza, il titolo di pieve, così da potersi svincolare definitivamente dai clericali signesi. Si arrivò addirittura più volte al punto tale che il pievano di San Giovanni minacciasse la scomunica tramite carte e cause legali del parroco di Gangalandi, e intorno al 1210 addirittura accadde che il priore di San Martino si ritrovasse scomunicato.
Nel 1278 fu l'episodio del crollo del ponte sull'Arno ad essere il pretesto, in quanto interrotta la comunicazione fra la riva destra e quella sinistra del fiume, per ottenere nella chiesa di San Martino il fonte battesimale dall'arcidiocesi di Firenze, che fino a quell'anno non era stato concesso perché presente nella vicina pieve di Signa. Nonostante il fonte battesimale, prerogativa ed elemento caratteristico in teoria solo delle pievi, che faceva di San Martino la chiesa battesimale di quella riva dell'Arno, alla prioria di San Martino fu riconosciuto solo il ruolo di prepositura nel 1745, e non di pieve prima del 1926. Nasce proprio da questi motivi campanilistici l'astio e la rivalità tra signesi e lastrigiani: in particolare tra signesi e pontigiani, che  nei secoli scorsi venivano chiamati gangalandini. 
Nel 1322 per statuto del capitano del popolo di Firenze viene costituita la Lega di Gangalandi presso la casa torre collegata alla canonica della pieve di San Martino.
Ne facevano parte i popoli dei tre pievieri di Sant'Ippolito, di San Giuliano a Settimo e di San Giovanni Battista a Signa.
Nel 1432 Leon Battista Alberti divenne priore della pieve e controllò il territorio del comune per molti anni. Intervenne personalmente con una vasto progetto architettonico per trasformare la vecchia pieve di impianto romanico secondo i canoni della nuova e fiorente cultura rinascimentale.
Nel 1446 venne sepolto nella pieve Agnolo Pandolfini, amico di Leon Battista Alberti, ma nel 1885, col divieto di seppellire corpi nella chiesa, iniziò la costruzione del cimitero di San Martino a Gangalandi.
Nel 1638 i Francescani osservanti si stabilirono nel convento dei Santi Michele e Lucia a Monteorlando costruito dal letterato fiorentino Giovanni Maria Cecchi, più di cinquanta anni prima, presso l'antica chiesa di San Michele a Castello, situata proprio nel luogo in cui si trovava l'antico Castello di Monte Orlando.
San Martino a Gangalandi è stato il primo borgo a essere costruito sul territorio lastrigiano, ed è stato un comune fino al 1774, quando si unì a quello di Lastra a Gangalandi. Attualmente ricade all'interno della frazione di Ponte a Signa.

## Società

### Tradizioni e folclore
Festa della Rificolona a settembre

## Luoghi d'interesse

### Architetture religiose
- Pieve di San Martino a Gangalandi
- Chiesa di Santa Lucia a Monteorlando
- Cappella della Madonna dei Dini
- Oratorio della Compagnia della Santissima Annunziata

### Architetture civili
- Cimitero di San Martino a Gangalandi
- Villa Valdirose
- Villa Paola
- Villa Sassoforte

### Architetture militari
- Castello di Monte Orlando

### Musei
- Museo vicariale della pieve di San Martino a Gangalandi

## Galleria d'immagini

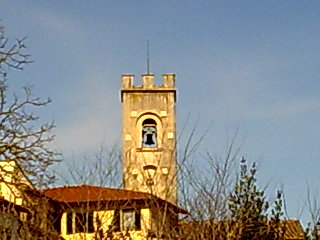
Il campanille della pieve di San Martino a Gangalandi
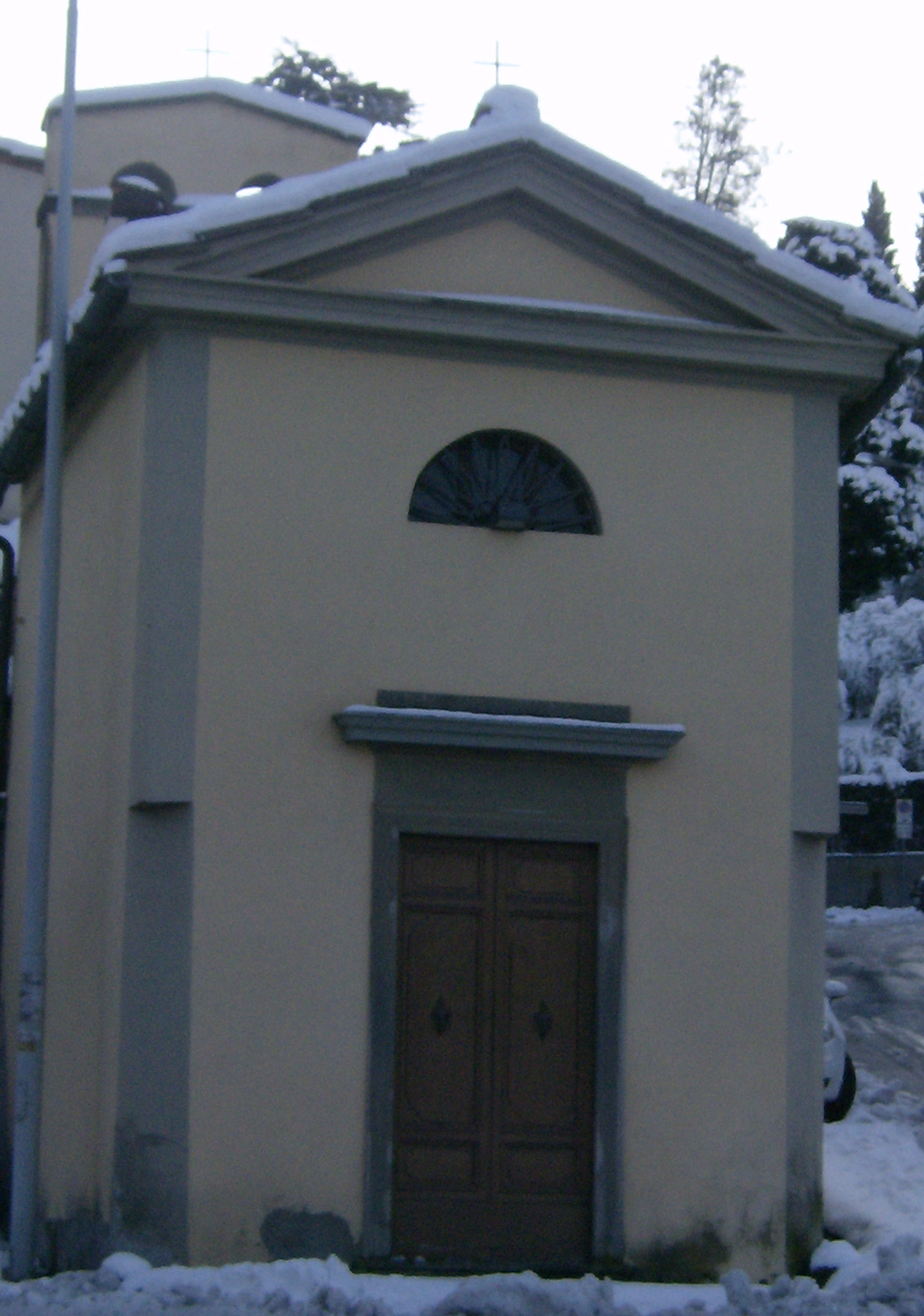
La cappella della Madonna dei Dini